# Saropogon varians
Saropogon varians är en tvåvingeart som beskrevs av Jacques-Marie-Frangile Bigot 1888. Saropogon varians ingår i släktet Saropogon och familjen rovflugor. Inga underarter finns listade i Catalogue of Life.